# جاستن توماس (لاعب كرة قاعدة)
جاستن توماس (بالإنجليزية: Justin Thomas) هو لاعب كرة قاعدة أمريكي، ولد في 18 يناير 1984 في توليدو في الولايات المتحدة.

## وصلات خارجية
- جاستن توماس على موقع دوري كرة القاعدة الرئيسي (الإنجليزية)
- جاستن توماس على موقع الدوري الياباني لكرة القاعدة (الإنجليزية)
- جاستن توماس على موقع دوري كوريا الجنوبية لكرة القاعدة (الإنجليزية)
- جاستن توماس على موقعبيزبول رفرنس.كوم (الدوري الرئيسي) (الإنجليزية)
- جاستن توماس على موقعبيزبول رفرنس.كوم (الدوري الثانوي) (الإنجليزية)
- جاستن توماس على موقع إي إس بي إن.كوم (أم.أل.بي) (الإنجليزية)
- جاستن توماس على موقع مشجعي الرسوم البيانية (الإنجليزية)